# Khuon Sodary
Khuon Sodary (tiếng Khmer: ឃួន សុដារី; sinh ngày 8 tháng 11 năm 1952) là một chính trị gia người Campuchia. Bà là Đại biểu Quốc hội của tỉnh Kandal và là Phó Chủ tịch Quốc hội thứ hai lần thứ nhất từ năm 2012 đến năm 2014 và lần hai từ năm 2018 đến năm 2023. Bà sẽ đảm nhiệm chức vụ Chủ tịch Quốc hội vào năm 2023.